# 샬롯의 거미줄 2: 윌버의 대모험
《샬롯의 거미줄 2: 윌버의 대모험》(영어: Charlotte's Web 2: Wilbur's Great Adventure)은 파라마운트 픽처스 2003년 1월 18일 출시한 미국의 비디오 영화이다. 1973년 개봉한 영화 《샬롯의 거미줄》의 후속편이다.

## 리뷰
비평가 사이에서는 원작을 잘 살리지 못해 캐릭터 자체가 깊이있기 다뤄지지 못했다는, 그리 좋은 평은 받지 못한 작품이다. 또한 그림이나 장면에 따른 음악이 제대로 쓰이지 않았다는 비판을 많이 받기도 했다. 가장 흔했던 비판은 단연 원작에 충실하지 영화 못했다는 것으로 관객을 더 끌어들이지 못한 이유 중 하나로 분석되고 있기도 하다.

## 수록곡
1. "It's Not So Hard To Be A Pig"
2. "Watch Out Wilbur the Pig!"
3. "It's Good To Be Me"
4. "Charlotte's Kids"